# Trurói egyházmegye
A trurói egyházmegye a canterbury körzet része Angliában.
Területe megegyezik Cornwalléval, melybe beletartozik Scilly is.
1876. december 15-én, a cornwalli főesperességből hozták létre, ami előtte az exeteri egyházmegye része volt.
Ezen a területen már IV. században, 100 évvel az érsekség létrehozatala előtt is élt a katolikus vallás.
A templomokhoz hasonlóan a közösségek is egy-egy kelta szent nevét viselik, ami a keltákhoz tartozást szimbolizálja, főleg az írekkel, a walesiekkel és a bretagne-iakkal fenntartott kapcsolatot.
A trurói egyházmegye közvetlenül és a Társadalmi Felelősség Részlegén keresztül közvetve is részt vesz Cornwall életében, segít megoldani a területre nehezedő gazdasági problémákat, és közeli munkakapcsolatban áll az itteni társadalmi és civil szervezetekkel.
A területen 313 templom van. Ezek a látható jelei az életben történő együttműködésnek.
Területén két főesperesség működik:
- a bodmini, melyhez
  - Trigg Minor & Bodmin, East Wivelshire, Stratton, Trigg Major és West Wivelshire esperesi területek tartoznak
- a cornwalli főesperesség, melyhez
  - St Austell, Carnmarth North, Carnmarth South, Kerrier, Penwith, Powder és Pydar esperesi területek tartoznak.

2003-ban megalakult a Fry an Spyrys kampánycsoport (Szabad lélek Cornwallban). Hivatalosan vállalt célja, hogy az angol egyházat felszámolják Cornwall területén, és hogy a truroi egyházmegye az anglikán közösség teljes jogú tagja legyen. Elnöke a Korni Tanulmányok Intézetének a vezetője, dr. Garry Tregidga.
Voltak olyan találgatások, hogy költségvetési indokokkal az egyházmegyét ismét beolvasztják az essexi egyházmegyébe.Az egyházon belül ezt egyik hivatalnok sem erősítette meg.

## Külső hivatkozások
- A Church of England 2002-es statisztikája Archiválva 2007. február 3-i dátummal a Wayback Machine-ben

## Lásd még
- Truro püspöke
- Truro
- Truroi székesegyház